# Copa Mundial de Béisbol Sub-18 de 2023
La Copa Mundial de Béisbol Sub-18 2023 fue una competición de béisbol internacional que se disputó en las ciudades de Taipéi y Taichung, Taiwán del 31 de agosto al 10 de septiembre de 2023. Fue organizada por la Confederación Mundial de Béisbol y Sóftbol.

## Sistema de competición
El torneo contó con tres fases divididas de la siguiente manera:
- Primera ronda: Los doce participantes fueron divididos en dos grupos de 6 equipos cada uno, clasificando a la Súper Ronda los tres primeros de cada grupo, mientras que los tres últimos de cada grupo disputaron una ronda de Consolidación para definir su posición en el torneo.

- Ronda de consolación: Los tres equipos eliminados del grupo 1 de la primera fase se enfrentaron contra cada uno de los tres equipos eliminados del grupo 2, sumándose así los 3 juegos de cada equipo en esta ronda y los dos juegos en la primera ronda contra los otros dos equipos eliminados de su mismo grupo, para definir su posición en el torneo del puesto 7° al 12°.

- Súper ronda: Los tres equipos clasificados del grupo 1 de la primera fase se enfrentaron contra cada uno de los tres equipos clasificados del grupo 2, sumándose así los 3 juegos de cada equipo en esta ronda y los dos juegos en la primera ronda contra los otros dos equipos clasificados de su mismo grupo, para definir su posición en el torneo del 5° al 6°

- Finales: El equipo que finalizó en el 1° lugar de la Súper Ronda se enfrentó ante el equipo del 2° lugar por la medalla de oro y plata, mientras el 3° y 4° lugar se enfrentaron por la medalla de bronce.

## Sedes
| Estadio                                         | Aforo  | Ciudad   |
| ----------------------------------------------- | ------ | -------- |
| Taipei Tianmu Baseball Stadium                  | 10,000 | Taipéi   |
| Estadio de béisbol intercontinental de Taichung | 19,000 | Taichung |

## Equipos
Los siguientes 12 equipos calificaron para el torneo, entre paréntesis su posición en el ranking para el mes de julio de 2023
| Grupo A              | Grupo B            |
| -------------------- | ------------------ |
| China Taipéi (4)     | Japón (1)          |
| México (3)           | Estados Unidos (2) |
| Corea del Sur (5)    | Venezuela (6)      |
| Australia (9)        | Países Bajos (8)   |
| Puerto Rico (11)     | Panamá (14)        |
| República Checa (15) | España (21)        |

## Ronda de Apertura
Disputado del 31 de agosto al 5 de septiembre en cinco jornadas.

### Grupo A
Todos los partidos se disputaron en Taichung, a excepción del partido inaugural que se jugó en Taipéi.
| Equipo          | G | P | Av    | Dif | CA | CP |
| --------------- | - | - | ----- | --- | -- | -- |
| China Taipéi    | 5 | 0 | 1.000 | -   | -  | -  |
| Corea del Sur   | 4 | 1 | 0.800 | -   | -  | -  |
| Puerto Rico     | 3 | 2 | 0.600 | 2   | -  | -  |
| México          | 1 | 4 | 0.200 | 4   | -  | -  |
| República Checa | 1 | 4 | 0.200 | 4   | -  | -  |
| Australia       | 1 | 4 | 0.200 | 4   | -  | -  |

     – Clasificados a la Súper Ronda.

     – Juegan la Ronda de Consolación.
Resultados
- Los horarios corresponden al huso horario de UTC +08:00

| 31 de agosto, 18:30 | Australia | 0 - 3   | China Taipéi | Estadio de Béisbol de Tianmu de Taipei, Taipéi |                                |   |   |   |   |   |
| |           | Reporte |              | Asistencia: 2,524 espectadores                 | Asistencia: 2,524 espectadores |   |   |   |   |   |
| Detalle \| Equipo \| 1 \| 2 \| 3 \| 4 \| 5 \| 6 \| 7 \| C \| H \| E \| \| ------------ \| - \| - \| - \| - \| - \| - \| - \| - \| - \| - \| \| Australia \| 0 \| 0 \| 0 \| 0 \| 0 \| 0 \| 0 \| 0 \| 2 \| 2 \| \| China Taipéi \| 0 \| 0 \| 0 \| 1 \| 0 \| 2 \| X \| 3 \| 6 \| 0 \|LG: Yi-Lei Sun (1-0) LP: Adam Bates (0-1) Umpires: HP: Shane Cannon 1B: Eduardo Gámez 2B: Yuri Macchiavelli 3B: Marek Vičar |           |         |              |                                                |                                |   |   |   |   |   |
| Equipo | 1         | 2       | 3            | 4                                              | 5                              | 6 | 7 | C | H | E |
| Australia | 0         | 0       | 0            | 0                                              | 0                              | 0 | 0 | 0 | 2 | 2 |
| China Taipéi | 0         | 0       | 0            | 1                                              | 0                              | 2 | X | 3 | 6 | 0 |

| 8 de septiembre, 09:00 | República Checa | 1 - 4 | México | Estadio de béisbol de Taichung, Taichung | | |                                                                                                   |                                                                                                   |                                                                                                   |                                                                                                   |                                                                                                   |                                                                                                   |                                                                                                   |
| | | Reporte | | Asistencia: 20 espectadores | Asistencia: 20 espectadores | |                                                                                                   |                                                                                                   |                                                                                                   |                                                                                                   |                                                                                                   |                                                                                                   |                                                                                                   |
| Detalle \| Equipo \| 1 \| 2 \| 3 \| 4 \| 5 \| 6 \| 7 \| C \| H \| E \| \| --------------- \| - \| - \| - \| - \| - \| - \| - \| - \| - \| - \| \| República Checa \| 0 \| 0 \| 0 \| 0 \| 0 \| 1 \| 0 \| 1 \| 5 \| 3 \| \| México \| 0 \| 0 \| 0 \| 0 \| 2 \| 2 \| X \| 4 \| 9 \| 1 \|LG: Amauri Otero (1-0) LP: Jan Kozel (0-1) SV: Juan Cázarez (1) Umpires: HP: Atsuo Tsukada 1B: Jeffrey Spisak 3B: Te-Jung Chen \|- | Detalle \| Equipo \| 1 \| 2 \| 3 \| 4 \| 5 \| 6 \| 7 \| C \| H \| E \| \| --------------- \| - \| - \| - \| - \| - \| - \| - \| - \| - \| - \| \| República Checa \| 0 \| 0 \| 0 \| 0 \| 0 \| 1 \| 0 \| 1 \| 5 \| 3 \| \| México \| 0 \| 0 \| 0 \| 0 \| 2 \| 2 \| X \| 4 \| 9 \| 1 \|LG: Amauri Otero (1-0) LP: Jan Kozel (0-1) SV: Juan Cázarez (1) Umpires: HP: Atsuo Tsukada 1B: Jeffrey Spisak 3B: Te-Jung Chen \|- | Detalle \| Equipo \| 1 \| 2 \| 3 \| 4 \| 5 \| 6 \| 7 \| C \| H \| E \| \| --------------- \| - \| - \| - \| - \| - \| - \| - \| - \| - \| - \| \| República Checa \| 0 \| 0 \| 0 \| 0 \| 0 \| 1 \| 0 \| 1 \| 5 \| 3 \| \| México \| 0 \| 0 \| 0 \| 0 \| 2 \| 2 \| X \| 4 \| 9 \| 1 \|LG: Amauri Otero (1-0) LP: Jan Kozel (0-1) SV: Juan Cázarez (1) Umpires: HP: Atsuo Tsukada 1B: Jeffrey Spisak 3B: Te-Jung Chen \|- | Detalle \| Equipo \| 1 \| 2 \| 3 \| 4 \| 5 \| 6 \| 7 \| C \| H \| E \| \| --------------- \| - \| - \| - \| - \| - \| - \| - \| - \| - \| - \| \| República Checa \| 0 \| 0 \| 0 \| 0 \| 0 \| 1 \| 0 \| 1 \| 5 \| 3 \| \| México \| 0 \| 0 \| 0 \| 0 \| 2 \| 2 \| X \| 4 \| 9 \| 1 \|LG: Amauri Otero (1-0) LP: Jan Kozel (0-1) SV: Juan Cázarez (1) Umpires: HP: Atsuo Tsukada 1B: Jeffrey Spisak 3B: Te-Jung Chen \|- | Detalle \| Equipo \| 1 \| 2 \| 3 \| 4 \| 5 \| 6 \| 7 \| C \| H \| E \| \| --------------- \| - \| - \| - \| - \| - \| - \| - \| - \| - \| - \| \| República Checa \| 0 \| 0 \| 0 \| 0 \| 0 \| 1 \| 0 \| 1 \| 5 \| 3 \| \| México \| 0 \| 0 \| 0 \| 0 \| 2 \| 2 \| X \| 4 \| 9 \| 1 \|LG: Amauri Otero (1-0) LP: Jan Kozel (0-1) SV: Juan Cázarez (1) Umpires: HP: Atsuo Tsukada 1B: Jeffrey Spisak 3B: Te-Jung Chen \|- | Detalle \| Equipo \| 1 \| 2 \| 3 \| 4 \| 5 \| 6 \| 7 \| C \| H \| E \| \| --------------- \| - \| - \| - \| - \| - \| - \| - \| - \| - \| - \| \| República Checa \| 0 \| 0 \| 0 \| 0 \| 0 \| 1 \| 0 \| 1 \| 5 \| 3 \| \| México \| 0 \| 0 \| 0 \| 0 \| 2 \| 2 \| X \| 4 \| 9 \| 1 \|LG: Amauri Otero (1-0) LP: Jan Kozel (0-1) SV: Juan Cázarez (1) Umpires: HP: Atsuo Tsukada 1B: Jeffrey Spisak 3B: Te-Jung Chen \|- | Detalle \| Equipo \| 1 \| 2 \| 3 \| 4 \| 5 \| 6 \| 7 \| C \| H \| E \| \| --------------- \| - \| - \| - \| - \| - \| - \| - \| - \| - \| - \| \| República Checa \| 0 \| 0 \| 0 \| 0 \| 0 \| 1 \| 0 \| 1 \| 5 \| 3 \| \| México \| 0 \| 0 \| 0 \| 0 \| 2 \| 2 \| X \| 4 \| 9 \| 1 \|LG: Amauri Otero (1-0) LP: Jan Kozel (0-1) SV: Juan Cázarez (1) Umpires: HP: Atsuo Tsukada 1B: Jeffrey Spisak 3B: Te-Jung Chen \|- | El juego fue suspendido por lluvia el 1 de septiembre y fue reprogramado para el 8 de septiembre. | El juego fue suspendido por lluvia el 1 de septiembre y fue reprogramado para el 8 de septiembre. | El juego fue suspendido por lluvia el 1 de septiembre y fue reprogramado para el 8 de septiembre. | El juego fue suspendido por lluvia el 1 de septiembre y fue reprogramado para el 8 de septiembre. | El juego fue suspendido por lluvia el 1 de septiembre y fue reprogramado para el 8 de septiembre. | El juego fue suspendido por lluvia el 1 de septiembre y fue reprogramado para el 8 de septiembre. | El juego fue suspendido por lluvia el 1 de septiembre y fue reprogramado para el 8 de septiembre. |
| Equipo | 1 | 2 | 3 | 4 | 5 | 6 | 7                                                                                                 | C                                                                                                 | H                                                                                                 | E                                                                                                 |                                                                                                   |                                                                                                   |                                                                                                   |
| República Checa | 0 | 0 | 0 | 0 | 0 | 1 | 0                                                                                                 | 1                                                                                                 | 5                                                                                                 | 3                                                                                                 |                                                                                                   |                                                                                                   |                                                                                                   |
| México | 0 | 0 | 0 | 0 | 2 | 2 | X                                                                                                 | 4                                                                                                 | 9                                                                                                 | 1                                                                                                 |                                                                                                   |                                                                                                   |                                                                                                   |

| 9 de septiembre, 09:00 | Puerto Rico | 1 - 8 | Corea del Sur | Estadio de béisbol de Taichung, Taichung | | |                                                                                                   |                                                                                                   |                                                                                                   |                                                                                                   |                                                                                                   |                                                                                                   |                                                                                                   |
| | | Reporte | | Asistencia: 120 espectadores | Asistencia: 120 espectadores | |                                                                                                   |                                                                                                   |                                                                                                   |                                                                                                   |                                                                                                   |                                                                                                   |                                                                                                   |
| Detalle \| Equipo \| 1 \| 2 \| 3 \| 4 \| 5 \| 6 \| 7 \| C \| H \| E \| \| ------------- \| - \| - \| - \| - \| - \| - \| - \| - \| - \| - \| \| Puerto Rico \| 1 \| 0 \| 0 \| 0 \| 0 \| 0 \| 0 \| 1 \| 3 \| 2 \| \| Corea del Sur \| 5 \| 0 \| 0 \| 0 \| 3 \| 0 \| x \| 8 \| 6 \| 0 \|LG: Taekyeon Kim (1-0) LP: Dicky González (0-1) Umpires: HP: Hsu Chieh 1B: Keith McConkey 2B: Marek Vičar 3B: Shane Cannon \|- | Detalle \| Equipo \| 1 \| 2 \| 3 \| 4 \| 5 \| 6 \| 7 \| C \| H \| E \| \| ------------- \| - \| - \| - \| - \| - \| - \| - \| - \| - \| - \| \| Puerto Rico \| 1 \| 0 \| 0 \| 0 \| 0 \| 0 \| 0 \| 1 \| 3 \| 2 \| \| Corea del Sur \| 5 \| 0 \| 0 \| 0 \| 3 \| 0 \| x \| 8 \| 6 \| 0 \|LG: Taekyeon Kim (1-0) LP: Dicky González (0-1) Umpires: HP: Hsu Chieh 1B: Keith McConkey 2B: Marek Vičar 3B: Shane Cannon \|- | Detalle \| Equipo \| 1 \| 2 \| 3 \| 4 \| 5 \| 6 \| 7 \| C \| H \| E \| \| ------------- \| - \| - \| - \| - \| - \| - \| - \| - \| - \| - \| \| Puerto Rico \| 1 \| 0 \| 0 \| 0 \| 0 \| 0 \| 0 \| 1 \| 3 \| 2 \| \| Corea del Sur \| 5 \| 0 \| 0 \| 0 \| 3 \| 0 \| x \| 8 \| 6 \| 0 \|LG: Taekyeon Kim (1-0) LP: Dicky González (0-1) Umpires: HP: Hsu Chieh 1B: Keith McConkey 2B: Marek Vičar 3B: Shane Cannon \|- | Detalle \| Equipo \| 1 \| 2 \| 3 \| 4 \| 5 \| 6 \| 7 \| C \| H \| E \| \| ------------- \| - \| - \| - \| - \| - \| - \| - \| - \| - \| - \| \| Puerto Rico \| 1 \| 0 \| 0 \| 0 \| 0 \| 0 \| 0 \| 1 \| 3 \| 2 \| \| Corea del Sur \| 5 \| 0 \| 0 \| 0 \| 3 \| 0 \| x \| 8 \| 6 \| 0 \|LG: Taekyeon Kim (1-0) LP: Dicky González (0-1) Umpires: HP: Hsu Chieh 1B: Keith McConkey 2B: Marek Vičar 3B: Shane Cannon \|- | Detalle \| Equipo \| 1 \| 2 \| 3 \| 4 \| 5 \| 6 \| 7 \| C \| H \| E \| \| ------------- \| - \| - \| - \| - \| - \| - \| - \| - \| - \| - \| \| Puerto Rico \| 1 \| 0 \| 0 \| 0 \| 0 \| 0 \| 0 \| 1 \| 3 \| 2 \| \| Corea del Sur \| 5 \| 0 \| 0 \| 0 \| 3 \| 0 \| x \| 8 \| 6 \| 0 \|LG: Taekyeon Kim (1-0) LP: Dicky González (0-1) Umpires: HP: Hsu Chieh 1B: Keith McConkey 2B: Marek Vičar 3B: Shane Cannon \|- | Detalle \| Equipo \| 1 \| 2 \| 3 \| 4 \| 5 \| 6 \| 7 \| C \| H \| E \| \| ------------- \| - \| - \| - \| - \| - \| - \| - \| - \| - \| - \| \| Puerto Rico \| 1 \| 0 \| 0 \| 0 \| 0 \| 0 \| 0 \| 1 \| 3 \| 2 \| \| Corea del Sur \| 5 \| 0 \| 0 \| 0 \| 3 \| 0 \| x \| 8 \| 6 \| 0 \|LG: Taekyeon Kim (1-0) LP: Dicky González (0-1) Umpires: HP: Hsu Chieh 1B: Keith McConkey 2B: Marek Vičar 3B: Shane Cannon \|- | Detalle \| Equipo \| 1 \| 2 \| 3 \| 4 \| 5 \| 6 \| 7 \| C \| H \| E \| \| ------------- \| - \| - \| - \| - \| - \| - \| - \| - \| - \| - \| \| Puerto Rico \| 1 \| 0 \| 0 \| 0 \| 0 \| 0 \| 0 \| 1 \| 3 \| 2 \| \| Corea del Sur \| 5 \| 0 \| 0 \| 0 \| 3 \| 0 \| x \| 8 \| 6 \| 0 \|LG: Taekyeon Kim (1-0) LP: Dicky González (0-1) Umpires: HP: Hsu Chieh 1B: Keith McConkey 2B: Marek Vičar 3B: Shane Cannon \|- | El juego fue suspendido por lluvia el 1 de septiembre y fue reprogramado para el 9 de septiembre. | El juego fue suspendido por lluvia el 1 de septiembre y fue reprogramado para el 9 de septiembre. | El juego fue suspendido por lluvia el 1 de septiembre y fue reprogramado para el 9 de septiembre. | El juego fue suspendido por lluvia el 1 de septiembre y fue reprogramado para el 9 de septiembre. | El juego fue suspendido por lluvia el 1 de septiembre y fue reprogramado para el 9 de septiembre. | El juego fue suspendido por lluvia el 1 de septiembre y fue reprogramado para el 9 de septiembre. | El juego fue suspendido por lluvia el 1 de septiembre y fue reprogramado para el 9 de septiembre. |
| Equipo | 1 | 2 | 3 | 4 | 5 | 6 | 7                                                                                                 | C                                                                                                 | H                                                                                                 | E                                                                                                 |                                                                                                   |                                                                                                   |                                                                                                   |
| Puerto Rico | 1 | 0 | 0 | 0 | 0 | 0 | 0                                                                                                 | 1                                                                                                 | 3                                                                                                 | 2                                                                                                 |                                                                                                   |                                                                                                   |                                                                                                   |
| Corea del Sur | 5 | 0 | 0 | 0 | 3 | 0 | x                                                                                                 | 8                                                                                                 | 6                                                                                                 | 0                                                                                                 |                                                                                                   |                                                                                                   |                                                                                                   |

| 2 de septiembre, 10:30 | México | 2 - 4   | Australia | Intercontinental de Taichung, Taichung |                              |   |   |   |   |   |
| |        | Reporte |           | Asistencia: 155 espectadores           | Asistencia: 155 espectadores |   |   |   |   |   |
| Detalle \| Equipo \| 1 \| 2 \| 3 \| 4 \| 5 \| 6 \| 7 \| C \| H \| E \| \| --------- \| - \| - \| - \| - \| - \| - \| - \| - \| - \| - \| \| México \| 0 \| 0 \| 1 \| 0 \| 0 \| 0 \| 1 \| 2 \| 3 \| 0 \| \| Australia \| 1 \| 0 \| 0 \| 0 \| 3 \| 0 \| X \| 4 \| 6 \| 1 \|LG: James Bushell (1-0) LP: Jorge Álvarez (0-1) SV: Koby Chesterton (1) Umpires: HP: Keith McConkey 1B: Atsuo Tsukada 2B: Luis José Salazar 3B: Yin-Lin Tsai |        |         |           |                                        |                              |   |   |   |   |   |
| Equipo | 1      | 2       | 3         | 4                                      | 5                            | 6 | 7 | C | H | E |
| México | 0      | 0       | 1         | 0                                      | 0                            | 0 | 1 | 2 | 3 | 0 |
| Australia | 1      | 0       | 0         | 0                                      | 3                            | 0 | X | 4 | 6 | 1 |

| 2 de septiembre, 14:30 | República Checa | 2 - 6   | Puerto Rico | Intercontinental de Taichung, Taichung |                              |   |   |   |   |   |
| |                 | Reporte |             | Asistencia: 300 espectadores           | Asistencia: 300 espectadores |   |   |   |   |   |
| Detalle \| Equipo \| 1 \| 2 \| 3 \| 4 \| 5 \| 6 \| 7 \| C \| H \| E \| \| --------------- \| - \| - \| - \| - \| - \| - \| - \| - \| - \| - \| \| República Checa \| 2 \| 0 \| 0 \| 1 \| 0 \| 0 \| 1 \| 2 \| 4 \| 1 \| \| Puerto Rico \| 0 \| 0 \| 0 \| 4 \| 2 \| 0 \| X \| 6 \| 6 \| 1 \|LG: Ibrahim González (1-0) LP: Viktor Beránek (0-1) Umpires: HP: Hsu Chieh 1B: Te-Jung Chen 2B: Carlos León 3B: Atsuo Tsukada |                 |         |             |                                        |                              |   |   |   |   |   |
| Equipo | 1               | 2       | 3           | 4                                      | 5                            | 6 | 7 | C | H | E |
| República Checa | 2               | 0       | 0           | 1                                      | 0                            | 0 | 1 | 2 | 4 | 1 |
| Puerto Rico | 0               | 0       | 0           | 4                                      | 2                            | 0 | X | 6 | 6 | 1 |

| 2 de septiembre, 18:30 | Corea del Sur | 1 - 6   | China Taipéi | Intercontinental de Taichung, Taichung |                                |   |   |   |   |   |
| |               | Reporte |              | Asistencia: 3,000 espectadores         | Asistencia: 3,000 espectadores |   |   |   |   |   |
| Detalle \| Equipo \| 1 \| 2 \| 3 \| 4 \| 5 \| 6 \| 7 \| C \| H \| E \| \| ------------- \| - \| - \| - \| - \| - \| - \| - \| - \| - \| - \| \| Corea del Sur \| 1 \| 0 \| 0 \| 0 \| 0 \| 0 \| 0 \| 1 \| 6 \| 2 \| \| China Taipéi \| 1 \| 0 \| 3 \| 1 \| 0 \| 1 \| X \| 6 \| 9 \| 1 \|LG: Wei-En Lin (1-0) LP: Junseo Hwang (0-1) Umpires: HP: Bob Mckinley II 1B: Luis José Salazar 2B: Keith McConkey 3B: Jeffrey Spisak |               |         |              |                                        |                                |   |   |   |   |   |
| Equipo | 1             | 2       | 3            | 4                                      | 5                              | 6 | 7 | C | H | E |
| Corea del Sur | 1             | 0       | 0            | 0                                      | 0                              | 0 | 0 | 1 | 6 | 2 |
| China Taipéi | 1             | 0       | 3            | 1                                      | 0                              | 1 | X | 6 | 9 | 1 |

| 3 de septiembre, 09:00 | Australia | 0 - 6   | Puerto Rico | Intercontinental de Taichung, Taichung |                              |   |   |   |   |   |
| |           | Reporte |             | Asistencia: 150 espectadores           | Asistencia: 150 espectadores |   |   |   |   |   |
| Detalle \| Equipo \| 1 \| 2 \| 3 \| 4 \| 5 \| 6 \| 7 \| C \| H \| E \| \| ----------- \| - \| - \| - \| - \| - \| - \| - \| - \| - \| - \| \| Australia \| 0 \| 0 \| 0 \| 0 \| 0 \| 0 \| 0 \| 0 \| 4 \| 1 \| \| Puerto Rico \| 2 \| 0 \| 0 \| 0 \| 0 \| 4 \| X \| 6 \| 6 \| 2 \|LG: Byron Madero (1-0) LP: Alistair Tanner (0-1) SV: Jarrette Bonet (1) Umpires: HP: Te-Jung Chen 1B: Jeffrey Spisak 2B: Yin-Lin Tsai 3B: Bob Mckinley II |           |         |             |                                        |                              |   |   |   |   |   |
| Equipo | 1         | 2       | 3           | 4                                      | 5                            | 6 | 7 | C | H | E |
| Australia | 0         | 0       | 0           | 0                                      | 0                            | 0 | 0 | 0 | 4 | 1 |
| Puerto Rico | 2         | 0       | 0           | 0                                      | 0                            | 4 | X | 6 | 6 | 2 |

| 3 de septiembre, 12:00 | China Taipéi | 4 - 1   | México | Intercontinental de Taichung, Taichung |                              |   |   |   |   |   |
| |              | Reporte |        | Asistencia: 750 espectadores           | Asistencia: 750 espectadores |   |   |   |   |   |
| Detalle \| Equipo \| 1 \| 2 \| 3 \| 4 \| 5 \| 6 \| 7 \| C \| H \| E \| \| ------------ \| - \| - \| - \| - \| - \| - \| - \| - \| - \| - \| \| China Taipéi \| 0 \| 1 \| 0 \| 0 \| 0 \| 2 \| 1 \| 4 \| 6 \| 1 \| \| México \| 0 \| 0 \| 0 \| 1 \| 0 \| 0 \| 0 \| 1 \| 5 \| 1 \|LG: Wei-Che Tseng (1-0) LP: Juan Cázarez (0-1) SV: Mu-Heng Chen (1) Umpires: HP: Atsuo Tsukada 1B: Keith McConkey 2B: Bob Mckinley II 3B: Luis José Salazar |              |         |        |                                        |                              |   |   |   |   |   |
| Equipo | 1            | 2       | 3      | 4                                      | 5                            | 6 | 7 | C | H | E |
| China Taipéi | 0            | 1       | 0      | 0                                      | 0                            | 2 | 1 | 4 | 6 | 1 |
| México | 0            | 0       | 0      | 1                                      | 0                            | 0 | 0 | 1 | 5 | 1 |

| 3 de septiembre, 17:00 | Corea del Sur | 14 - 1  | República Checa | Intercontinental de Taichung, Taichung |                              |   |   |    |    |   |
| |               | Reporte |                 | Asistencia: 120 espectadores           | Asistencia: 120 espectadores |   |   |    |    |   |
| Detalle \| Equipo \| 1 \| 2 \| 3 \| 4 \| 5 \| 6 \| 7 \| C \| H \| E \| \| --------------- \| - \| - \| - \| - \| - \| - \| - \| -- \| -- \| - \| \| Corea del Sur \| 2 \| 0 \| 1 \| 3 \| 2 \| 0 \| 6 \| 14 \| 14 \| 1 \| \| República Checa \| 0 \| 0 \| 0 \| 0 \| 0 \| 0 \| 1 \| 1 \| 4 \| 2 \|LG: Geonwoo Park (1-0) LP: Ondřej Vank (0-1) Umpires:HP: Carlos León 1B: Yin-Lin Tsai 2B: Atsuo Tsukada 3B: Hsu Chieh |               |         |                 |                                        |                              |   |   |    |    |   |
| Equipo | 1             | 2       | 3               | 4                                      | 5                            | 6 | 7 | C  | H  | E |
| Corea del Sur | 2             | 0       | 1               | 3                                      | 2                            | 0 | 6 | 14 | 14 | 1 |
| República Checa | 0             | 0       | 0               | 0                                      | 0                            | 0 | 1 | 1  | 4  | 2 |

| 4 de septiembre, 13:30 | Puerto Rico | 1 - 0   | México | Intercontinental de Taichung, Taichung  |                                         |   |   |   |   |   |
| |             | Reporte |        | Asistencia: Sin reporte de espectadores | Asistencia: Sin reporte de espectadores |   |   |   |   |   |
| Detalle \| Equipo \| 1 \| 2 \| 3 \| 4 \| 5 \| 6 \| 7 \| C \| H \| E \| \| ----------- \| - \| - \| - \| - \| - \| - \| - \| - \| - \| - \| \| Puerto Rico \| 0 \| 0 \| 1 \| 0 \| 0 \| 0 \| 0 \| 1 \| 4 \| 1 \| \| México \| 0 \| 0 \| 0 \| 0 \| 0 \| 0 \| 0 \| 0 \| 3 \| 0 \|LG: Ángel Cruz (1-0) LP: Juan Pablo Tirado (0-1) Umpires: HP: Jeffrey Spisak 1B: Yin-Lin Tsai 2B: Hsu Chieh 3B: Te-Jung Chen |             |         |        |                                         |                                         |   |   |   |   |   |
| Equipo | 1           | 2       | 3      | 4                                       | 5                                       | 6 | 7 | C | H | E |
| Puerto Rico | 0           | 0       | 1      | 0                                       | 0                                       | 0 | 0 | 1 | 4 | 1 |
| México | 0           | 0       | 0      | 0                                       | 0                                       | 0 | 0 | 0 | 3 | 0 |

| 4 de septiembre, 16:30 | Australia | 0 - 3   | Corea del Sur | Intercontinental de Taichung, Taichung  |                                         |   |   |   |   |   |
| |           | Reporte |               | Asistencia: Sin reporte de espectadores | Asistencia: Sin reporte de espectadores |   |   |   |   |   |
| Detalle \| Equipo \| 1 \| 2 \| 3 \| 4 \| 5 \| 6 \| 7 \| C \| H \| E \| \| ------------- \| - \| - \| - \| - \| - \| - \| - \| - \| - \| - \| \| Australia \| 0 \| 0 \| 0 \| 0 \| 0 \| 0 \| 0 \| 0 \| 5 \| 1 \| \| Corea del Sur \| 0 \| 0 \| 0 \| 3 \| 0 \| 0 \| X \| 3 \| 2 \| 1 \|LG: Sunyeop Yook (1-0) LP: Jai Hewitt (0-1) SV: Taekyeon Kim (1) Umpires: HP: Keith McConkey 1B: Carlos León 2B: Te-Jung Chen 3B: Hsu Chieh |           |         |               |                                         |                                         |   |   |   |   |   |
| Equipo | 1         | 2       | 3             | 4                                       | 5                                       | 6 | 7 | C | H | E |
| Australia | 0         | 0       | 0             | 0                                       | 0                                       | 0 | 0 | 0 | 5 | 1 |
| Corea del Sur | 0         | 0       | 0             | 3                                       | 0                                       | 0 | X | 3 | 2 | 1 |

| 4 de septiembre, 19:30 | China Taipéi | 4 - 1   | República Checa | Intercontinental de Taichung, Taichung  |                                         |   |   |   |   |   |
| |              | Reporte |                 | Asistencia: Sin reporte de espectadores | Asistencia: Sin reporte de espectadores |   |   |   |   |   |
| Detalle \| Equipo \| 1 \| 2 \| 3 \| 4 \| 5 \| 6 \| 7 \| C \| H \| E \| \| --------------- \| - \| - \| - \| - \| - \| - \| - \| - \| - \| - \| \| China Taipéi \| 0 \| 4 \| 1 \| 0 \| 2 \| 0 \| 0 \| 4 \| 4 \| 0 \| \| República Checa \| 0 \| 0 \| 0 \| 6 \| 0 \| 0 \| 1 \| 1 \| 2 \| 0 \|LG: Yen-En Wang (1-0) LP: Adrián Mück (0-1) SV: Po-Chun Lin (1) Umpires: HP: Luis Salazar 1B: Bob Mckinley II 2B: Atsuo Tsukada 3B: Carlos León |              |         |                 |                                         |                                         |   |   |   |   |   |
| Equipo | 1            | 2       | 3               | 4                                       | 5                                       | 6 | 7 | C | H | E |
| China Taipéi | 0            | 4       | 1               | 0                                       | 2                                       | 0 | 0 | 4 | 4 | 0 |
| República Checa | 0            | 0       | 0               | 6                                       | 0                                       | 0 | 1 | 1 | 2 | 0 |

| 5 de septiembre, 09:00 | México | 1 - 2   | Corea del Sur | Intercontinental de Taichung, Taichung |                             |   |   |   |   |   |
| |        | Reporte |               | Asistencia: 75 espectadores            | Asistencia: 75 espectadores |   |   |   |   |   |
| Detalle \| Equipo \| 1 \| 2 \| 3 \| 4 \| 5 \| 6 \| 7 \| C \| H \| E \| \| ------------- \| - \| - \| - \| - \| - \| - \| - \| - \| - \| - \| \| México \| 0 \| 1 \| 0 \| 0 \| 0 \| 0 \| 0 \| 1 \| 3 \| 1 \| \| Corea del Sur \| 0 \| 0 \| 0 \| 0 \| 1 \| 1 \| X \| 2 \| 4 \| 1 \|LG: Junseo Hwang (1-1) LP: Juan Cázarez (0-2) Umpires: HP: Bob Mckinley II 1B: Luis José Salazar 2B: Yin-Lin Tsai 3B: Keith McConkey |        |         |               |                                        |                             |   |   |   |   |   |
| Equipo | 1      | 2       | 3             | 4                                      | 5                           | 6 | 7 | C | H | E |
| México | 0      | 1       | 0             | 0                                      | 0                           | 0 | 0 | 1 | 3 | 1 |
| Corea del Sur | 0      | 0       | 0             | 0                                      | 1                           | 1 | X | 2 | 4 | 1 |

| 5 de septiembre, 12:00 | República Checa | 5 - 2   | Australia | Intercontinental de Taichung, Taichung |                              |   |   |   |   |   |
| |                 | Reporte |           | Asistencia: 100 espectadores           | Asistencia: 100 espectadores |   |   |   |   |   |
| Detalle \| Equipo \| 1 \| 2 \| 3 \| 4 \| 5 \| 6 \| 7 \| C \| H \| E \| \| --------------- \| - \| - \| - \| - \| - \| - \| - \| - \| - \| - \| \| República Checa \| 2 \| 0 \| 2 \| 1 \| 0 \| 0 \| 0 \| 5 \| 6 \| 1 \| \| Australia \| 0 \| 1 \| 0 \| 0 \| 1 \| 3 \| 0 \| 2 \| 4 \| 1 \|LG: Michael Senay (1-0) LP: Daniel Mills (0-1) SV: Matyáš Trčka (1) Umpires: HP: Atsuo Tsukada 1B: Hsu Chieh 2B: Jeffrey Spisak 3B: Te-Jung Chen |                 |         |           |                                        |                              |   |   |   |   |   |
| Equipo | 1               | 2       | 3         | 4                                      | 5                            | 6 | 7 | C | H | E |
| República Checa | 2               | 0       | 2         | 1                                      | 0                            | 0 | 0 | 5 | 6 | 1 |
| Australia | 0               | 1       | 0         | 0                                      | 1                            | 3 | 0 | 2 | 4 | 1 |

| 6 de septiembre, 09:00 | Puerto Rico | 2 - 16 F/5 | China Taipéi | Intercontinental de Taichung, Taichung | | |                                                                                                   |                                                                                                   |                                                                                                   |                                                                                                   |                                                                                                   |                                                                                                   |                                                                                                   |
| | | Reporte | | Asistencia: 200 espectadores | Asistencia: 200 espectadores | |                                                                                                   |                                                                                                   |                                                                                                   |                                                                                                   |                                                                                                   |                                                                                                   |                                                                                                   |
| Detalle \| Equipo \| 1 \| 2 \| 3 \| 4 \| 5 \| 6 \| 7 \| C \| H \| E \| \| ------------ \| - \| - \| - \| - \| - \| - \| - \| -- \| -- \| - \| \| Puerto Rico \| 0 \| 0 \| 0 \| 0 \| 2 \| X \| X \| 2 \| 6 \| 2 \| \| China Taipéi \| 5 \| 9 \| 1 \| 1 \| X \| X \| X \| 16 \| 11 \| 0 \|LG: Wei-Chen Tseng (2-0) LP: Alexis Martínez (0-1) HRs: TPE – Chao-Hung Chang 2 (2), Ching-Hsien Ko (1) Umpires: HP: Carlos León 1B: Keith McConkey 2B: Bob Mckinley II 3B: Jeffrey Spisak \|- | Detalle \| Equipo \| 1 \| 2 \| 3 \| 4 \| 5 \| 6 \| 7 \| C \| H \| E \| \| ------------ \| - \| - \| - \| - \| - \| - \| - \| -- \| -- \| - \| \| Puerto Rico \| 0 \| 0 \| 0 \| 0 \| 2 \| X \| X \| 2 \| 6 \| 2 \| \| China Taipéi \| 5 \| 9 \| 1 \| 1 \| X \| X \| X \| 16 \| 11 \| 0 \|LG: Wei-Chen Tseng (2-0) LP: Alexis Martínez (0-1) HRs: TPE – Chao-Hung Chang 2 (2), Ching-Hsien Ko (1) Umpires: HP: Carlos León 1B: Keith McConkey 2B: Bob Mckinley II 3B: Jeffrey Spisak \|- | Detalle \| Equipo \| 1 \| 2 \| 3 \| 4 \| 5 \| 6 \| 7 \| C \| H \| E \| \| ------------ \| - \| - \| - \| - \| - \| - \| - \| -- \| -- \| - \| \| Puerto Rico \| 0 \| 0 \| 0 \| 0 \| 2 \| X \| X \| 2 \| 6 \| 2 \| \| China Taipéi \| 5 \| 9 \| 1 \| 1 \| X \| X \| X \| 16 \| 11 \| 0 \|LG: Wei-Chen Tseng (2-0) LP: Alexis Martínez (0-1) HRs: TPE – Chao-Hung Chang 2 (2), Ching-Hsien Ko (1) Umpires: HP: Carlos León 1B: Keith McConkey 2B: Bob Mckinley II 3B: Jeffrey Spisak \|- | Detalle \| Equipo \| 1 \| 2 \| 3 \| 4 \| 5 \| 6 \| 7 \| C \| H \| E \| \| ------------ \| - \| - \| - \| - \| - \| - \| - \| -- \| -- \| - \| \| Puerto Rico \| 0 \| 0 \| 0 \| 0 \| 2 \| X \| X \| 2 \| 6 \| 2 \| \| China Taipéi \| 5 \| 9 \| 1 \| 1 \| X \| X \| X \| 16 \| 11 \| 0 \|LG: Wei-Chen Tseng (2-0) LP: Alexis Martínez (0-1) HRs: TPE – Chao-Hung Chang 2 (2), Ching-Hsien Ko (1) Umpires: HP: Carlos León 1B: Keith McConkey 2B: Bob Mckinley II 3B: Jeffrey Spisak \|- | Detalle \| Equipo \| 1 \| 2 \| 3 \| 4 \| 5 \| 6 \| 7 \| C \| H \| E \| \| ------------ \| - \| - \| - \| - \| - \| - \| - \| -- \| -- \| - \| \| Puerto Rico \| 0 \| 0 \| 0 \| 0 \| 2 \| X \| X \| 2 \| 6 \| 2 \| \| China Taipéi \| 5 \| 9 \| 1 \| 1 \| X \| X \| X \| 16 \| 11 \| 0 \|LG: Wei-Chen Tseng (2-0) LP: Alexis Martínez (0-1) HRs: TPE – Chao-Hung Chang 2 (2), Ching-Hsien Ko (1) Umpires: HP: Carlos León 1B: Keith McConkey 2B: Bob Mckinley II 3B: Jeffrey Spisak \|- | Detalle \| Equipo \| 1 \| 2 \| 3 \| 4 \| 5 \| 6 \| 7 \| C \| H \| E \| \| ------------ \| - \| - \| - \| - \| - \| - \| - \| -- \| -- \| - \| \| Puerto Rico \| 0 \| 0 \| 0 \| 0 \| 2 \| X \| X \| 2 \| 6 \| 2 \| \| China Taipéi \| 5 \| 9 \| 1 \| 1 \| X \| X \| X \| 16 \| 11 \| 0 \|LG: Wei-Chen Tseng (2-0) LP: Alexis Martínez (0-1) HRs: TPE – Chao-Hung Chang 2 (2), Ching-Hsien Ko (1) Umpires: HP: Carlos León 1B: Keith McConkey 2B: Bob Mckinley II 3B: Jeffrey Spisak \|- | Detalle \| Equipo \| 1 \| 2 \| 3 \| 4 \| 5 \| 6 \| 7 \| C \| H \| E \| \| ------------ \| - \| - \| - \| - \| - \| - \| - \| -- \| -- \| - \| \| Puerto Rico \| 0 \| 0 \| 0 \| 0 \| 2 \| X \| X \| 2 \| 6 \| 2 \| \| China Taipéi \| 5 \| 9 \| 1 \| 1 \| X \| X \| X \| 16 \| 11 \| 0 \|LG: Wei-Chen Tseng (2-0) LP: Alexis Martínez (0-1) HRs: TPE – Chao-Hung Chang 2 (2), Ching-Hsien Ko (1) Umpires: HP: Carlos León 1B: Keith McConkey 2B: Bob Mckinley II 3B: Jeffrey Spisak \|- | El juego fue suspendido por lluvia el 5 de septiembre y fue reprogramado para el 6 de septiembre. | El juego fue suspendido por lluvia el 5 de septiembre y fue reprogramado para el 6 de septiembre. | El juego fue suspendido por lluvia el 5 de septiembre y fue reprogramado para el 6 de septiembre. | El juego fue suspendido por lluvia el 5 de septiembre y fue reprogramado para el 6 de septiembre. | El juego fue suspendido por lluvia el 5 de septiembre y fue reprogramado para el 6 de septiembre. | El juego fue suspendido por lluvia el 5 de septiembre y fue reprogramado para el 6 de septiembre. | El juego fue suspendido por lluvia el 5 de septiembre y fue reprogramado para el 6 de septiembre. |
| Equipo | 1 | 2 | 3 | 4 | 5 | 6 | 7                                                                                                 | C                                                                                                 | H                                                                                                 | E                                                                                                 |                                                                                                   |                                                                                                   |                                                                                                   |
| Puerto Rico | 0 | 0 | 0 | 0 | 2 | X | X                                                                                                 | 2                                                                                                 | 6                                                                                                 | 2                                                                                                 |                                                                                                   |                                                                                                   |                                                                                                   |
| China Taipéi | 5 | 9 | 1 | 1 | X | X | X                                                                                                 | 16                                                                                                | 11                                                                                                | 0                                                                                                 |                                                                                                   |                                                                                                   |                                                                                                   |

### Grupo B
Todos los partidos se disputaron en Taipéi.
| Equipo         | G | P | Av    | Dif | CA | CP |
| -------------- | - | - | ----- | --- | -- | -- |
| Estados Unidos | 4 | 1 | 0.800 | -   | -  | -  |
| Japón          | 4 | 1 | 0.800 | -   | -  | -  |
| Países Bajos   | 4 | 1 | 0.800 | -   | -  | -  |
| Panamá         | 2 | 3 | 0.400 | 2   | -  | -  |
| Venezuela      | 1 | 4 | 0.200 | 3   | -  | -  |
| España         | 0 | 5 | 0.000 | 4   | -  | -  |

     – Clasificados a la Súper Ronda.

     – Juegan la Ronda de Consolación.

## Ronda de consolación
Disputada del 6 al 10 de septiembre por los equipos que no clasificaron a la Súper ronda para definir su posición en el torneo.
| Equipo             | G | P | Av    | Dif | CA | CP |
| ------------------ | - | - | ----- | --- | -- | -- |
| 7° Panamá          | 4 | 1 | 0.800 | -   | -  | -  |
| 8° México          | 3 | 2 | 0.600 | 1   | -  | -  |
| 9° República Checa | 3 | 2 | 0.600 | 1   | -  | -  |
| 10° Australia      | 3 | 2 | 0.600 | 1   | -  | -  |
| 11° Venezuela      | 2 | 3 | 0.400 | 2   | -  | -  |
| 12° España         | 0 | 5 | 0.000 | 4   | -  | -  |

## Super Ronda
Disputada del 6 al 10 de septiembre por los tres primeros equipos de cada grupo en la primera ronda.
| Equipo          | G | P | Av    | Dif | CA | CP |
| --------------- | - | - | ----- | --- | -- | -- |
| China Taipéi    | 5 | 0 | 1.000 | -   | -  | -  |
| Japón           | 3 | 2 | 0.600 | 2   | -  | -  |
| Estados Unidos  | 2 | 3 | 0.600 | 3   | -  | -  |
| Corea del Sur   | 2 | 3 | 0.400 | 3   | -  | -  |
| 5° Puerto Rico  | 2 | 3 | 0.200 | 3   | -  | -  |
| 6° Países Bajos | 1 | 4 | 0.200 | 4   | -  | -  |

     – Jugaron la final del Campeonato Mundial.

     – Jugaron por el 3.º Puesto.

## Posiciones finales
Rendimiento total durante el torneo parcialmente.
| Pos                            | Equipo          | V | D | Ranking |
| ------------------------------ | --------------- | - | - | ------- |
|                                | Japón           | 7 | 2 | 690     |
|                                | China Taipéi    | 8 | 1 | 551     |
|                                | Corea del Sur   | 6 | 3 | 502     |
| 4°                             | Estados Unidos  | 5 | 4 | 453     |
| Eliminados en la Súper Ronda   |                 |   |   |         |
| 5°                             | Puerto Rico     | 5 | 3 | 404     |
| 6°                             | Países Bajos    | 4 | 4 | 355     |
| Eliminados en la Primera Ronda |                 |   |   |         |
| 7°                             | Panamá          | 4 | 4 | 306     |
| 8°                             | México          | 3 | 5 | 257     |
| 9°                             | República Checa | 3 | 5 | 208     |
| 10°                            | Australia       | 3 | 5 | 159     |
| 11°                            | Venezuela       | 2 | 6 | 110     |
| 12°                            | España          | 0 | 8 | 61      |

## Líderes individuales
Para los premios individuales solo se tuvieron en cuenta los juegos hasta la Súper Ronda del torneo.
| Categoría               | Ganador   | Equipo | Marca |
| ----------------------- | --------- | ------ | ----- |
| Mejor Bateador          |           |        |       |
| Mejor Lanzador          |           |        |       |
| Más juegos ganados      |           |        |       |
| Más carreras impulsadas |           |        |       |
| Más cuadrangulares      |           |        |       |
| Más bases robadas       |           |        |       |
| Más carreras anotadas   |           |        |       |
| Más hits                |           |        |       |
| Más juegos salvados     |           |        |       |
| Más ponches             |           |        |       |
| Mejor Jugador defensivo |           |        |       |
| Jugador más valioso     | Ren Ogata | Japón  | MVP   |

## Equipo mundial
Para los jugadores solo se tuvieron en cuenta los juegos hasta la Súper Ronda del torneo, a cada uno se le entregó una placa.
| Categoría           | Ganador         | Equipo             |
| ------------------- | --------------- | ------------------ |
| Lanzador abridor    | Aoi Higashionna | Japón              |
| Lanzador relevista  | Taekyeon Kim    | Corea del Sur      |
| Receptor            | Meng Chih Hu    | República de China |
| 1° Base             | Perry Morlando  | Estados Unidos     |
| 2° Base             | Ren Ogata       | Japón              |
| 3° Base             | Dimas Oda       | Panamá             |
| Campo Corto         | Manuelle Marin  | Estados Unidos     |
| Jardinero Izquierdo | Miquel Willem   | Países Bajos       |
| Jardinero Central   | Ching Hsien Ko  | República de China |
| Jardinero Derecho   | Antonis Macías  | México             |
| Bateador Designado  | Sangjun Lee     | Corea del Sur      |